# Super Principale adjointe
Super Principale adjointe (Super Hard PCness en VO) est le neuvième épisode de la vingt-et-unième saison de la série télévisée d'animation américaine South Park, et le 286e épisode de la série globale. Il est diffusé pour la première fois le 29 novembre 2017 sur Comedy Central. L'épisode traite du harcèlement sexuel sur le lieu de travail aux États-Unis, de l'ascension de Netflix, de la cancel culture et de la menace d'une guerre nucléaire sous la présidence de Donald Trump. 
Kyle devient plus mature, ce qui dérange tous ses amis, et une nouvelle principale adjointe fait rougir le Principal PC.

## Résumé
Un représentant de Netflix reçoit les stars canadiennes Terrance et Phillip, désormais âgés, pour discuter d'une nouvelle série qui les mettra en scène sur la plate-forme de VOD en plein essor.
À l'école de South Park, Cartman et Heidi Turner se battent dans un couloir sous les acclamations des élèves, jusqu'à ce que Kyle les sépare et leur demande de se calmer. En guise de réponse, ils se moquent de lui, disant qu'il ressemble à sa mère. Le public rit également, jusqu'à ce que Cartman et Heidi se réconcilient, ce qui fait qu'ils en veulent à Kyle pour avoir arrêté la bagarre.
Plus tard, le Principal PC rassemble tous les élèves dans le gymnase pour annoncer l'arrivée d'une nouvelle vice-principale, présentée comme une "femme à poigne", et s'appelant Femme à Poigne (Strong Woman en VO). Elle aidera notamment à lutter contre le harcèlement qui sévit dans l'établissement. Tandis que Femme à Poigne se présente, le Principal tente d'appuyer ses propos, mais elle lui demande d'arrêter, ce qui commence à le troubler.
Le soir, plusieurs élèves de CM1 se réunissent chez Stan pour regarder la nouvelle version du Terrance et Phillip Show sur Netflix. Kyle est toujours comparé à sa mère par les autres, et quand il dit se sentir mal pour les personnes qui subissent les flatulences de Terrance et Phillip à la télévision, les moqueries continuent.
Le Principal PC présente désormais Femme à Poigne au reste du corps enseignant dans le bureau des professeurs. Tandis qu'elle parle, le Principal commence à voir des cœurs et des fleurs autour d'elle, tandis que résonne Hold My Hand du groupe Hootie and the Blowfish. Lorsque ses collègues commencent à entendre la musique eux aussi, le Principal, confus, sort précipitamment de la pièce.
De son côté, Kyle a perdu tout intérêt pour Terrance et Phillip. Après avoir regardé de vieilles vidéos les mettant en scène, il rentre chez lui, retire le tee-shirt à leur effigie qu'il portait pour le remplacer par un polo et se coupe les cheveux, bien que ces changements seront invisibles pour les autres car il remet sa chapka et son manteau.
Le Principal PC va consulter un docteur au sujet de la musique qu'il a dans la tête. Apprenant qu'elle pourrait signifier qu'il est attiré par Femme à Poigne, il refuse d'y croire, ne voulant pas éprouver de sentiments pour une collègue de travail dans la conjoncture actuelle.
Kyle se rend dans le bureau de Femme à Poigne et lui propose de travailler avec elle pour mettre un terme à la violence dans l'école. Il explique que, selon lui, elle est engendrée une série canadienne très populaire auprès des élèves. Mais, à sa grande surprise, Femme à Poigne n'accorde aucun crédit à cette hypothèse. Il quitte le bureau en colère quand elle dit que ses plaintes ressemblent à ce que pourrait lui dire sa mère.
Le Principal PC fait venir M. Mackey dans son bureau pour lui demander si Femme à Poigne a un petit ami, pensant pouvoir chasser la chanson de sa tête en cas de réponse positive. La question énerve le conseiller de l'école, qui rappelle aussi que les relations au travail ne sont pas une bonne idée, surtout par les temps qui courent. Il décide d'appeler le service des ressources humaines pour qu'ils envoient quelqu'un qui remettra le Principal "dans le droit chemin".
Kyle a décidé de former le groupe des "Millénials Anti-Canada" (MAC) pour s'opposer à la diffusion du Terrance et Phillip Show. La télévision organise un débat entre lui et le Ministre du Streaming du Canada, qui s'emporte vite en disant que le garçon est guidé par des pulsions racistes et qu'il se comporte comme une "mère juive".
Pour aider les professeurs de l'école, les ressources humaines ont envoyé Mme Bonne Conduite (Heather Conduct en VO), qui ressemble beaucoup à M. Mackey. Elle propose à ce dernier d'effectuer un jeu de rôle avec elle pour montrer aux autres comment se comporter avec ses collègues au travail. Très vite, chacun tombe sous le charme de l'autre et commence à parler de ses passions, sous les regards interloqués du reste du corps enseignant.
Dans les studios du Terrance et Phillip Show, la diffusion en direct d'un nouvel épisode est interrompue par Kyle et d'autres personnes ayant rejoint son groupe de MAC. Ils exigent que le programme soit arrêté définitivement. Assistant à tout ce qui se passe, les amis de Kyle, furieux, lui téléphonent pour lui dire d'arrêter, d'autant qu'il pourrait provoquer une catastrophe avec la personne qui est actuellement à la Maison-Blanche. Le Ministre du Streaming du Canada s'y rend justement, et vient se plaindre auprès du President Garrison du comportement des MAC. Les deux hommes en viennent vite aux insultes, et l'échange se termine par la rupture des relations entre les États-Unis et son voisin.
L'alerte aux populations résonne dans South Park, indiquant une menace militaire. À l'école, les professeurs conduisent les élèves à l'abri dans le gymnase. Le Principal PC se charge de faire le tour de l'établissement pour vérifier que personne n'a été oublié, et Femme à Poigne insiste pour l'accompagner. Ils finissent par toucher une poignée de porte en même temps, ce qui fait qu'ils entendent tous les deux la très appropriée Hold My Hand (Tiens ma main).
La Garde Nationale américaine encercle les studios de Terrance et Phillip Show, et Garrison téléphone à Kyle pour lui demander d'arrêter avant que la situation dégénère encore plus. Le garçon refuse, et exige que le président fasse quelque chose avec des choix de mots malheureux : pour "effacer" tous les méfaits passés et présents du Canada, Garrison décide d'envoyer une bombe nucléaire sur Toronto. Kyle assiste horrifié à l'explosion retransmise à la télévision...